# توکیو رز

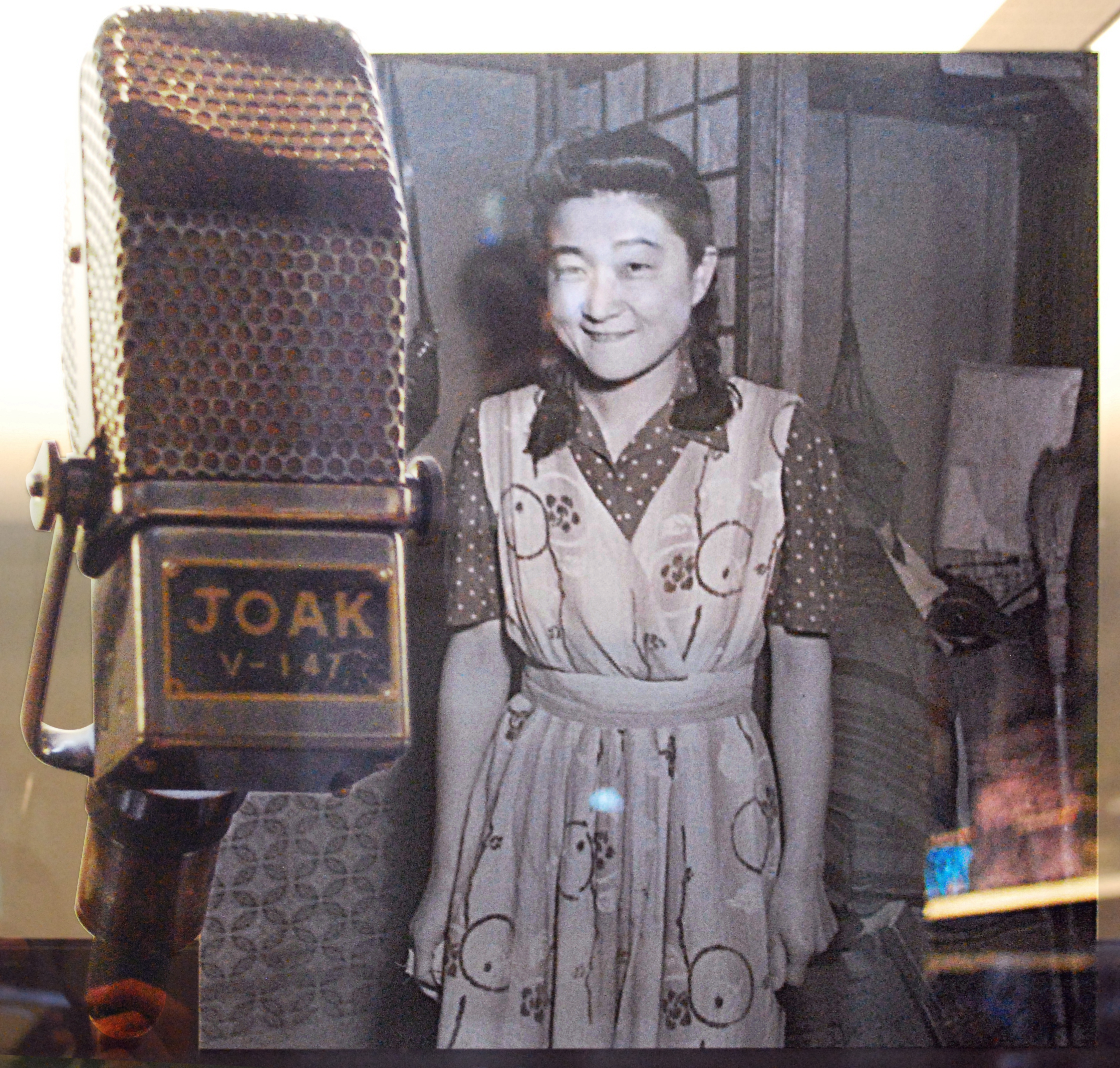
ایوا توگوری در جلوی میکرون رادیوی ان اچ کی ژاپن

توکیو رز (انگلیسی: Tokyo Rose) نامی بود که در طی جنگ جهانی دوم توسط نیروهای متفقین در اقیانوس آرام جنوبی به تمام پخش کنندگان رادیوی زن انگلیسی زبان پروپاگاندای ژاپن در جنگ دوم چین و ژاپن و جنگ جهانی دوم داده می‌شد. این برنامه‌ها برای تضعیف روحیه نیروهای متفقین در خارج از کشور و خانواده‌های آنها در داخل با تأکید بر مشکلات نظامیان در زمان جنگ و خسارات نظامی، در جنوب اقیانوس آرام و آمریکای شمالی پخش می‌شد. چندین پخش کننده زن با استفاده از نام‌های مستعار مختلف و در شهرهای مختلف در سراسر امپراتوری از جمله توکیو، مانیل و شانگهای فعالیت داشتند. نام «توکیو رز» هرگز توسط هیچ‌یک از پخش کنندگان ژاپنی مورد استفاده قرار نگرفت، اما برای اولین بار در روزنامه‌های ایالات متحده آمریکا در چارچوب این برنامه‌های رادیویی در طی سال ۱۹۴۳ منتشر شد.
در طول جنگ، توکیو رز فرد خاصی نبود، بلکه گروهی از زنان عمدتاً غیر وابسته که برای تلاش‌های تبلیغاتی در سراسر امپراتوری ژاپن کار می‌کردند.